# ۱۸ مه (فیلم)
۱۸ مه (انگلیسی: May 18; کره‌ای: 화려한 휴가) یک فیلم درام جنگی محصول سال ۲۰۰۷ کره جنوبی با بازی کیم سانگ کیونگ، آن سونگ کی، لی یو وون و لی جون گی است. این فیلم در ۲۷ ژوئیه ۲۰۰۷ منتشر شد. این فیلم بر اساس قتل‌عام گوانگجو در ۱۸ مه ۱۹۸۰ ساخته شده‌است.